# Haruna Kojima
Haruna Kojima é uma atriz, modelo e cantora japonesa, foi uma das integrantes mais populares do Time A do grupo AKB48. Ela se graduou do grupo em 19 de abril de 2017.

## Carreira
Kojima começou sua carreira como um membro do grupo japonês Angel Eyes, sob a Stardust Promotion. Depois que o grupo Angel Eyes se desfez em 2001, ela manteve seu contrato com a Stardust, mas em seguida mudou para a Ogi Production.
Kojima participou da primeira audição da AKB48 em julho de 2005, em que foi aprovada com outras 23 participantes. O grupo fez sua estreia em dezembro do mesmo ano, e Kojima foi designada para fazer parte do Time A, composto por 20 membros; o número depois caiu para 16, mas Kojima permaneceu no grupo.
Nos últimos anos, ela fez diversas aparições na televisão com o grupo, sendo o único membro a participar em todos os lados A dos grupos de solo (exceto Eien Pressure) desde o início da AKB48, tornando-a uma das mais visíveis figuras do grupo.
Desde 2007, Kojima tem sido bastante ativa ao explorar sua carreira como atriz e fez diversas aparições em novelas japonesas e filmes. Seu primeiro papel protagonista surgiu na novela Coin Locker Monogatari (コインロッカー物語; literally Coin Locker Story), que foi filmado e divulgado no começo de 2008. Adicionalmente, Kojima fez sua aparição no cinema no filme de terror Densen Uta (伝染歌), junto com várias colegas da AKB48. O grupo também fez uma breve aparição no começo do filme em uma apresentação ao vivo.
Ela foi transferida do Time A para se tornar um membro do Time B durante uma mudança de equipes no Tokyo Dome Concert, ocorrido em 24 de agosto de 2012.
Em 18 de setembro de 2013, a AKB48 anunciou Kojima para ser o centro do grupo no 33º solo, "Heart Electric".
Em 2015, ela e Yuki Kashiwagi foram as performistas principais do solo da AKB48 "Green Flash".
Após o concerto de sua graduação "Kojimatsuri ~ Kojima Haruna Kanshasai ~" (こじまつり～小嶋陽菜感謝祭～; literally Kojima Festival ~ Kojima Haruna Thanksgiving ~) em 21 e 22 de fevereiro de 2017, ela apresentou no Teatro AKB48 pela última vez, no seu aniversário, em 19 de abril de 2017.

## Vida pessoal
Ela deixou o ensino médio aos 16 anos devido à regulação escolar que não permitia que os alunos trabalhassem na indústria de entretenimento, mas ela conseguiu se matricular em outra escola e pôde se graduar posteriormente.[carece de fontes?]

## Filmografia

### Movies
| Year | English Title | Japanese Title | Role            |
| ---- | ------------- | -------------- | --------------- |
| 2007 | Densen Uta    | 伝染歌         | Kiriko (キリコ) |

### Novelas
| Year | English Title                        | Japanese Title                           | Role                                                            |
| ---- | ------------------------------------ | ---------------------------------------- | --------------------------------------------------------------- |
| 2006 | Densha Otoko Deluxe                  | 電車男デラックス                         | Herself                                                         |
| 2007 | Joshi Deka!                          | ジョシデカ！                             | Arcade girl                                                     |
| 2007 | Yamada Tarō Monogatari               | 山田太郎ものがたり                       | Kotone Usui (臼井琴音)                                          |
| 2007 | Mou Hitotsu no Zou no Senaka         | もうひとつの象の背中                     | Nami (奈美)                                                     |
| 2008 | Coin Locker Monogatari               | コインロッカー物語                       | Miki Hayama (葉山未来)                                          |
| 2008 | Muri na Renai                        | 無理な恋愛                               | Asako Ogawa (小川朝子)                                          |
| 2008 | Gokusen 3                            | ごくせん3                                | Saki Fujimura (藤村早希)                                        |
| 2008 | Yasuko to Kenji                      | ヤスコとケンジ                           | Shingyoji Hiyoko                                                |
| 2008 | Mendol                               | メン☆ドル                                | Wakamatsu Asahi                                                 |
| 2009 | Mei-chan no Shitsuji                 | メイちゃんの執事                         | Takenomiya Nao                                                  |
| 2010 | Majisuka Gakuen                      | マジすか学園                             | Torigoya (トリゴヤ)                                             |
| 2011 | Ikemen desu ne                       | 美男ですね                               | Nana                                                            |
| 2011 | Majisuka Gakuen 2                    | マジすか学園2                            | Torigoya (トリゴヤ)                                             |
| 2012 | Megutan tte Mahou Tsukaeru no?       | メグたんって魔法つかえるの?              | Megutan (メグたん)                                              |
| 2012 | PRICELE$S                            | PRICELE$S〜あるわけねぇだろ、んなもん!〜 | Moe Tomizawa (富沢 萌)                                          |
| 2015 | Majisuka Gakuen 4                    | マジすか学園4                            | Kojiharu (こじはる)                                             |
| 2015 | Majisuka Gakuen 5                    | マジすか学園5                            | Torigoya (トリゴヤ)                                             |
| 2015 | AKB Horror Night: Adrenaline's Night | AKBホラーナイト アドレナリンの夜         | Ms. Kaede (楓先生) Ep.22 - Teacher, Hate                        |
| 2016 | Cabasuka Gakuen                      | キャバすか学園                           | Kojiharu (Konbu) (こじはる (こんぶ)) Ep.4                       |
| 2017 | Tofu Pro-Wrestling                   | 豆腐プロレス                             | Haruna Kojima (Legend Kojima) (小嶋 陽菜 (レジェンド小嶋)) Ep.8 |

## Discografia

### Solos com AKB48
| Year | No.   | Title | Role                                   | Notes |
| ---- | ----- | --- | -------------------------------------- | --- |
| 2006 | Ind-1 | "Sakura no Hanabiratachi" | A-Side                                 | Debut with Team A. |
| 2006 | Ind-2 | "Skirt, Hirari" | A-Side                                 | One of seven main singers. |
| 2006 | 1     | "Aitakatta" | A-Side                                 | |
| 2007 | 2     | "Seifuku ga Jama o Suru" | A-Side                                 | |
| 2007 | 3     | "Keibetsu Shiteita Aijō" | A-Side                                 | |
| 2007 | 4     | "Bingo!" | A-Side                                 | |
| 2007 | 5     | "Boku no Taiyō" | A-Side                                 | |
| 2007 | 6     | "Yūhi o Miteiru ka?" | A-Side, Center                         | |
| 2008 | 7     | "Romance, Irane" | A-Side, Center                         | |
| 2008 | 8     | "Sakura no Hanabiratachi 2008" | A-Side                                 | Also sang on "Saigo no Seifuku"[carece de fontes?] |
| 2008 | 9     | "Baby! Baby! Baby!" | A-Side                                 | |
| 2008 | 10    | "Ōgoe Diamond" | A-Side                                 | |
| 2009 | 11    | "10nen Sakura" | A-Side                                 | Also sang on "Sakurairo no Sora no Shita de"[carece de fontes?] |
| 2009 | 12    | "Namida Surprise!" | A-Side                                 | |
| 2009 | 13    | "Iiwake Maybe" | A-Side                                 | Placed 6th in 2009 General Election |
| 2009 | 14    | "River" | A-Side                                 | |
| 2010 | 15    | "Sakura no Shiori" | A-Side                                 | Also sang on "Majisuka Rock 'n' Roll". |
| 2010 | 16    | "Ponytail to Shushu" | A-Side                                 | Also sang on "Majijo Teppen Blues" |
| 2010 | 17    | "Heavy Rotation" | A-Side                                 | Placed 7th in 2010 General Election. Also sang on "Yasai Sisters" and "Lucky Seven".                                                                                        |
| 2010 | 18    | "Beginner" | A-Side                                 | |
| 2010 | 19    | "Chance no Junban" | A-side                                 | Placed 3rd in rock-paper-scissors tournament. Sang on "Yoyakushita Christmas"; and "Kurumi to Dialogue" as Team A.                                                          |
| 2011 | 20    | "Sakura no Ki ni Narō" | A-Side                                 | |
| 2011 | --    | "Dareka no Tame ni - What can I do for someone?" | --                                     | charity single |
| 2011 | 21    | "Everyday, Katyusha" | A-Side                                 | Also sang on "Korekara Wonderland" and "Yankee Soul". |
| 2011 | 22    | "Flying Get" | A-Side                                 | Placed 6th in 2011 General Election. Also sang on "Seishun to Kizukanai Mama" and "Yasai Uranai"[carece de fontes?]                                                         |
| 2011 | 23    | "Kaze wa Fuiteiru" | A-Side                                 | |
| 2011 | 24    | "Ue kara Mariko" | A-Side                                 | Finished in round of 16; lineup was determined by rock-paper-scissors tournament; She sang on "Noël no Yoru"; and on "Rinjin wa Kizutsukanai" as Team A.[carece de fontes?] |
| 2012 | 25    | "Give Me Five!" | A-Side (Baby Blossom), Special Girls B | Played synthesizer in Baby Blossom; She also sang on "Hitsujikai no Tabi" as part of Special Girls B.                                                                       |
| 2012 | 26    | "Manatsu no Sounds Good!" | A-Side                                 | |
| 2012 | 27    | "Gingham Check" | A-Side                                 | Placed 7th in 2012 General Election. Also sang on "Yume no Kawa". |
| 2012 | 28    | "Uza" | A-Side, New Team B                     | Also sang on "Seigi no Mikata ja Nai Hero" as New Team B. She is now part of Team B.                                                                                        |
| 2012 | 29    | "Eien Pressure" | B-side, OKL48                          | Did not sing on title track; lineup was determined by rock-paper-scissors tournament. Sang on "Totteoki Christmas"; and sang on "Eien Yori Tsuzuku Yō ni" as part of OKL48. |
| 2013 | 30    | "So Long!" | A-Side                                 | Sang on "Sokode inu no unchi fun jau ka ne?" as Team B. |
| 2013 | 31    | "Sayonara Crawl" | A-Side                                 | Also sang on "Romance Kenjuu" and "Haste to Waste"[carece de fontes?] |
| 2013 | 32    | "Koi Suru Fortune Cookie" | A-Side                                 | Placed 9th in 2013 General Election. Also sang on "Namida no Sei Janai" and "Saigo no Door".                                                                                |
| 2013 | 33    | "Heart Electric" | A-Side, Center                         | First solo center. Given nickname "Michelle". |
| 2013 | 34    | "Suzukake no Ki no Michi de "Kimi no Hohoemi o Yume ni Miru" to Itte Shimattara Bokutachi no Kankei wa Dō Kawatte Shimau no ka, Bokunari ni Nan-nichi ka Kangaeta Ue de no Yaya Kihazukashii Ketsuron no Yō na Mono" | B-side                                 | Did not sing on title track; lineup was determined by rock-paper-scissors tournament. Sang on "Mosh & Dive". Sang on "Party is Over".                                       |
| 2014 | 35    | "Mae shika Mukanee" | A-side                                 | |
| 2014 | 36    | "Labrador Retriever" | A-side                                 | Also sang on "Kyou Made no Melody" and "Kimi wa Kimagure". |
| 2014 | 37    | "Kokoro no Placard" | A-side                                 | Placed 8th in 2014 General Election. |
| 2014 | 38    | "Kibouteki Refrain" | A-side                                 | |
| 2015 | 39    | "Green Flash" | A-side, center                         | Center position with Yuki Kashiwagi. Also sang "Haru no Hikari Chikadzuita Natsu" and "Hakimono to Kasa no Monogatari".                                                     |
| 2015 | 40    | "Bokutachi wa Tatakawanai" | A-side                                 | Also sang "Kimi no Dai Ni Shō". |
| 2015 | 41    | Halloween Night | B-side                                 | Did not sing on title track and did not participate in 2015 General Election. Sang on "Ippome Ondo".                                                                        |
| 2015 | 42    | Kuchibiru ni Be My Baby | A-side                                 | Also sang "365 Nichi no Kamihikōki", Senaka Kotoba", and "Yasashii place".                                                                                                  |
| 2016 | 43    | "Kimi wa Melody" | A-side                                 | Marked as the 10th Anniversary Single. Also sang "Mazariau Mono" as NogizakaAKB and "M.T ni Sasagu" as Team A.                                                              |
| 2016 | 44    | "Tsubasa wa Iranai" | A-side                                 | Also sang "Set me free" as Team A. |
| 2016 | 45    | "Love Trip / Shiawase wo Wakenasai" | A-side                                 | Placed 16th in 2016 General Election |
| 2016 | 46    | "High Tension" | A-side                                 | |
| 2017 | 47    | "Shoot Sign" | A-side, Center                         | Last Single to participate. Also sang on "Kizuka Renai you ni..." which is her graduation song.                                                                             |

### Prêmios
- 15th Nikkan Sports Drama Grand Prix (Jul-Sept 2011): Best Supporting Actress for Ikemen desu ne